# هداية الحيارى في أجوبة اليهود والنصارى (كتاب)
هداية الحيارى في أجوبة اليهود والنصارى من تأليف ابن قيم الجوزية
يعرض فيه لما اسماه جوانب التحريف في المسيحية واليهودية مستشهدا لكل ما يذهب إليه بنصوص من الكتب المسيحية واليهودية، وفيه رد على انتقاداتهم لرسول الإسلام ومدافعاً عنه ومبيناً حجته ببشارة التوراة والأنجيل بالنبي محمد.

## سبب التأليف
ذكر ابن القيم في كتابه سبب تأليفه، حيث ذكر:
| هداية الحيارى في أجوبة اليهود والنصارى (كتاب) | وكان انتهى إلينا مسائل أوردها بعض الكفار الملحدين على بعض المسلمين، فلم يصادف عنده ما يشفيه، ولا وقع دواؤه على الداء الذي فيه، وظن المسلم أنه بضربه يداويه، فسطا به ضربًا، وقال: هذا هو الجواب. فقال الكافر: صدق أصحابنا في قولهم: إن دين الإسلام إنما قام بالسيف لا بالكتاب، فتفرقا وهذا ضارب وهذا مروب، وضاعت الحجة بين الطالب والمطلوب. فشمر المجيب عن ساعد العزم ونهض على ساق الجد، وقام لله قيام مستعين به مفوض إليه يتكل عليه في موافقة مرضاته، ولم يقل مقال العجزة الجهال: إن الكفار إنما يعاملون بالجلاد دون الجدال... فمجادلة الكفار بعد دعوتهم إقامة للحجة وإزاحة للعذر: ((ليهلك من هلك عن بينة ويحيى من حي عن بينة)) والسيف إنما جاء منفذًا للحجة، مقومًا للمعاند، وحدًا للجاحد. | هداية الحيارى في أجوبة اليهود والنصارى (كتاب) |

## مضمون الكتاب

### فصول الكتاب
تمهيد
مسائل الكتاب
المذكور في كتبهم
نصوص الكتب المتقدمة في البشارة
النصارى آمنوا بمسيح لا وجود له واليهود ينتظرون المسيح الدجال
مناظرة مع أحد كبار اليهود
الطرق الأربعة الدالة على صحة البشارة
التغيير في ألفاظ الكتب
المسلمون فوق كل الأمم في الأعمال والمعارف النافعة
معاصي الأمم لا تقدح في الرسل ولا في رسالتهم
النصارى مخالفون للمسيح
لو لم يظهر محمد لبطلت نبوة سائر الأنبياء
استحالة الإيمان بنبي مع جحد نبوة محمد.

### توزيع الفهرس
وقد وُزعت الفصول السابقة كالتالي:
1- مقدمة الكتاب: ذكر فيها ابن القيم الأديان التي كانت معروفة في الأرض عند بعثة النبي عليه الصلاة والسلام، وكذلك سبب تأليفه للكتاب.
2- أجوبة المسائل: فذكر ابن القيم 7 شبهات كان يثيرها الكفار بسؤالهم المسلمين إياها، وهي:
- السؤال الأول: أنَّه اشتهر عند المسلمين بأنَّ أهل الكتاب منعهم من الدخول في الإسلام الرياسة والمأكلة فقط.
- السؤال الثاني: إذا اختاروا الكفر فرضًا للسبب السابق، فلم لا يتبع الحق من لا رياسة له ولا مأكلة، اختيارًا أو قهرًا.
- السؤال الثالث: قالوا: مشهور عند المسلمين أن نبيهم كان مكتوبًا في التوراة والإنجيل، لكنهم محو ذكره لغاية الرياسة والمأكلة، وهذا يستشكل على العقل، كيف اتفق جميعهم على نحو اسمه من الكتب المنزلة في شرق الأرض وغربها.
- السؤال الرابع: قالوا: إن قلتم: إن عبد الله بن سلام وكعب الأحبار وغيرهما شهدوا بذكره في كتبهم، فلا أتى ابن سلام وأصحابه بالنسخ تلك التي ذُكر فيها؟
- السؤال الخامس: قالوا: قلتم أنَّ الأمتان العظيمتان المذكورتان اختار أهلها أن يكونوا كفارًا على أن يؤمنوا للسبب سابق الذكر، لكن ابن سلام وأصحابه أولى بذلك لقلتهم وكثرة أضدادهم.
- السؤال السادس: قالوا: إن بنيان الشريعة من حلال وحرام وأمر ونهي مبنيٌ على أحاديث عوام الصحابة، ممن لم يكونوا أهل علمٍ قبل بعثة النبي، بينما ابن سلام وأصحابه أولى بذلك لكونهم أهل علمٍ ودراسة وكتابة من قبل بعثة النبي، وأنكم لا تروون عنهم من الحلال والحرام إلا اليسير، وهو ضعيف عندكم.
- السؤال السابع: قالوا: نرى في دينكم أكثر الفواحش فيمن هم أعلم وأفقه في دينكم، كالزنا واللواط والبخر والتكبر وغيرها، وهذا يكذب المقال.
وقد أجاب ابن القيم على كل تلك الأسئلة.
3- اليهود: فذكر فرقهم وتحريفاتهم.
4- النصارى: ففصل في عقائدهم، وتحدث عن كيفية حصول التحريف فيها، وتوسع في فرقهم باختلافاتها حول طبيعة المسيح.
5- نبوة محمد ﷺ: فذكر أدلة تأكيدها، وتحدث عن منكريها.

## منهج ابن القيم في الكتاب
1. التنظيم والترتيب: فلم يكن ابن القيم جامعًا للشبهات وإجاباتها فقط، أي لم يطرحها مع بعضها هكذا، إنما رتبها ترتيبًا مناسبًا يستند بعضها إلى بعض. وجعل لكل موضوعٍ فصلًا.
2. استخدام الدليل العقلي، وتفصيله له: فمثلًا في إجابته على السؤال الثالث حو إشكالية اتفاق أهل الكتاب جميعهم على تحريف كتبهم قام بالإجابة عليه بأكثر من 100 صفحة، قام فيها بإيراد أدلة مبينة على ذكر الرسول ﷺ في كتب أهل الكتاب. وبين أيضًا التناقضات الواردة في كتبهم مما يؤكد تحريفها، ثم أعقب بأدلة القرآن الكريم على تحريفهم لكتبهم.
3. الدليل غير القابل للإنكار: فلم يكن يعمد فقد إلى العقل والقرآن والسنة النبوية، بل كان يأتي بالأدلة حتى من كتب أهل الكتاب أنفسهم، فيرد عليهم بما في عندهم.
4. بساطة العبارات وقوتها: فرغم أنه موضوع عقلي يتناول أممًا متعددة، إلا أن أسلوبه كان سهلًا يسيرًا.
5. الشعر: قد أورد في كتابه بعض الأبيات الشعرية مما له علاقة بالموضوع. وإن قلت.